# Asemonea pulchra
Asemonea pulchra är en spindelart som beskrevs av Berland, Millot 1941. Asemonea pulchra ingår i släktet Asemonea och familjen hoppspindlar. Inga underarter finns listade i Catalogue of Life.